# Font del Desmai
La Font del Desmai és una obra de Folgueroles (Osona) catalogada com a bé cultural d'interès local.

## Història
Durant el segle xix, era freqüentada per poetes de la Renaixença, entre els quals es trobaven Jacint Verdaguer, Jaume Collell, J. Masferrer, M. Campà, Antoni d'Espona, F. Masferrer, Martí Genís, Josep Salarich, P. Andreu i Josep Serra i Campdelacreu.
Era coneguda popularment com la font de Morgadès, però Verdaguer començà a anomenar-la del Desmai per l'arbre que li feia espona. Era dels mateixos propietaris de la Torre Morgadès i l'any 1970 fou cedida al Patronat d'Estudis Osonencs.

## Descripció
Esdà situada a l'antic camí de Folgueroles a Vic, al costat de la Torre Morgadès. Es tracta d'una construcció per sota del nivell de terra, de petites dimensions i d'estructura rectangular, feta amb carreus regulars. S'hi accedeix a través d'una escala de quatre graons.